# Naturschutzgebiet Trinsberg
Das Naturschutzgebiet Trinsberg mit einer Größe von 13,6 ha liegt nördlich von Inderlenne im Stadtgebiet von Schmallenberg. Das Gebiet wurde 2008 mit dem Landschaftsplan Schmallenberg Südost durch den Hochsauerlandkreis als Naturschutzgebiet (NSG) ausgewiesen.

## Gebietsbeschreibung
Beim NSG handelt es sich um Rotbuchenwälder, Schluchtwälder und Schatthangwälder. In den Schluchtwäldern und Schatthangwäldern befinden sich Felsrippen und Felsblockfluren mit Flechten und Moosen. 

## Pflanzenarten im NSG
Im NSG kommen seltene Tier- und Pflanzenarten vor. Auswahl vom Landesamt für Natur, Umwelt und Verbraucherschutz Nordrhein-Westfalen dokumentierter Pflanzenarten: Aronstab, Bergulme, Bitteres Schaumkraut, Breitblättriges Kahlfruchtmoos, Cladonia pyxidata, Echtes Mädesüß, Echtes Springkraut, Eichenfarn, Einbeere, Frauenfarn, Fuchssches Greiskraut, Gegenblättriges Milzkraut, Gelbfrüchtige Schwefelflechte, Gemeines Kurzbüchsenmoos, Gewöhnlicher Tüpfelfarn, Gewöhnliche Krätzeflechte, Gewöhnliches Bart-Spitzmoos, Gewöhnliches Gabelzahnmoos, Gewöhnliches Igelhaubenmoos, Gezähntes Plattmoos, Glattes Neckermoos, Glattstieliges Kurzbüchsenmoos, Großer Dornfarn, Haarblättriges Birnmoos, Hain-Spatenmoos, Hellstreifiges Doppelblattmoos, Kriechender Stumpfdeckel, Langblättriges Weißgabelzahnmoos, Nickendes Pohlmoos, Pappel-Kurzbüchsenmoos, Quirl-Weißwurz, Schriftflechte, Schwanenhals-Sternmoos, Schönes Frauenhaarmoos, Seidelbast, Seidenmoos, Ungleichästige Zackenmütze, Wald-Bergminze, Wald-Bingelkraut, Waldmeister, Weiße Hainsimse, Wildes Silberblatt, Winkel-Segge, Zwiebel-Zahnwurz und Zypressenschlafmoos.

## Schutzzweck
Das NSG soll die Wälder mit ihrem Arteninventar schützen.
Wie bei allen Naturschutzgebieten in Deutschland wurde in der Schutzausweisung darauf hingewiesen, dass das Gebiet „wegen der Seltenheit, besonderen Eigenart und Schönheit des Gebietes“ zum Naturschutzgebiet wurde.